# Sei gemelli
Sei gemelli (Sextuplets) è un film del 2019 diretto da Michael Tiddes.
Film commedia statunitense sceneggiata da Mike Glock, Rick Alvarez e Marlon Wayans. Wayans interpreta il protagonista Alan Spellman, che scopre di avere altri cinque gemelli in seguito a una ricerca sulla sua famiglia biologica. Il film è stato distribuito su Netflix il 16 agosto 2019 in anteprima negli Stati Uniti, mentre in Italia è arrivato il giorno successivo.

## Trama
Alan, un futuro padre di 38 anni, si mette alla ricerca della madre biologica, durante la quale viene a sapere di avere cinque fratelli gemelli. Una volta incontrato suo fratello Russell, i due iniziano un viaggio per ritrovare gli altri fratelli. Dawn è una spogliarellista e una detenuta in una prigione femminile, Ethan è un imbroglione che si veste e parla come un pappone degli anni 70, Jasper è un emarginato per via dei suoi capelli rossi con la carnagione chiara, mentre Baby Pete soffre di una malattia terminale chiamata poliomielite.

## Produzione
Ad agosto 2018, è stato annunciato che Marlon Wayans e Bresha Webb avrebbero preso parte a Sei gemelli. Ad ottobre dello stesso anno, anche Molly Shannon, Glynn Turman, Michael Ian Black e Debbi Morgan si sono uniti al cast.

## Accoglienza
Sul sito web aggregatore di recensioni Rotten Tomatoes, il film ha ottenuto un punteggio medio di 2,61/10 e una percentuale di approvazione del 20%, basata su 10 recensioni.
Mentre sul sito Metacritic, che usa una media ponderata, ha assegnato alla serie un punteggio medio di 20 su 100, basandosi su 4 critici, indicandone che le "recensioni sono generalmente sfavorevoli".